# Аналема

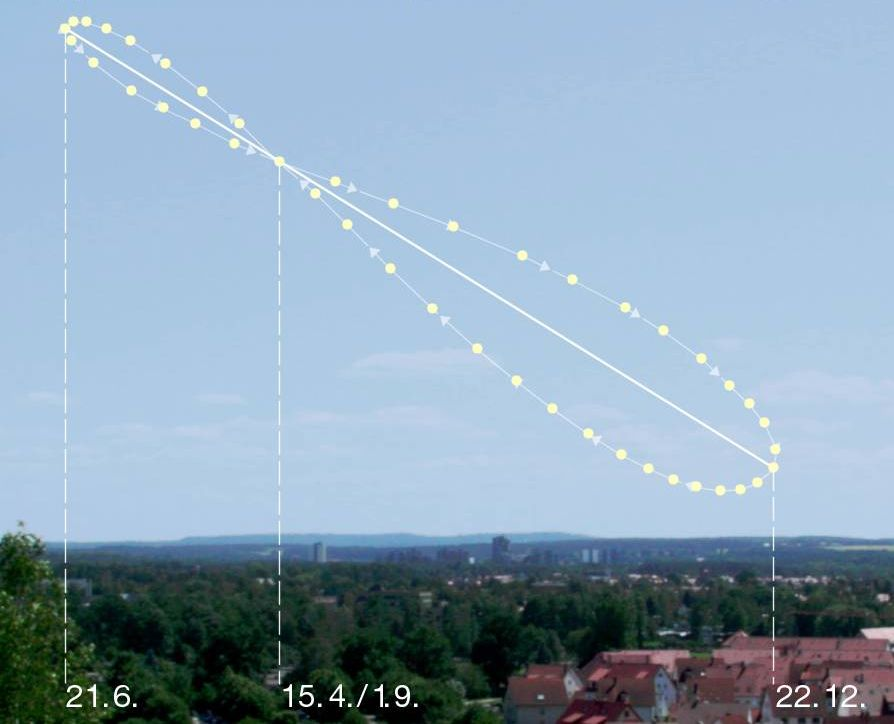
Приклад аналеми Сонця, вигляд у північній півкулі. Дати вказують на відповідні позиції сонця на небосхилі.

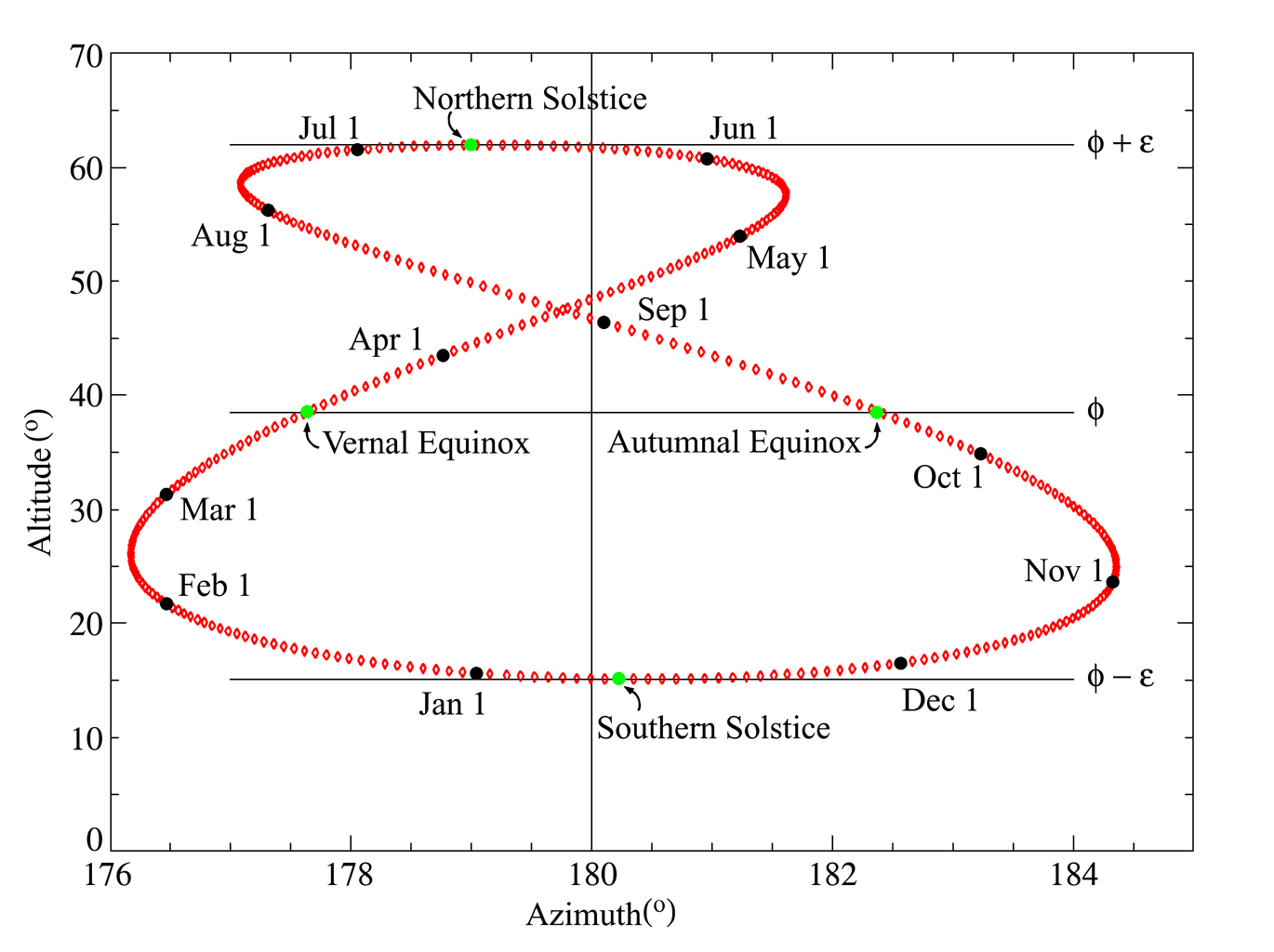
Аналема, побудована у Гринвіцькій обсерваторії за розташуванням сонця опівдні.

Анале́ма (грец. ανάλημμα — «основа, підґрунтя») — крива, що з'єднує послідовні розташування центральної зорі планетної системи (у нашому випадку — Сонця) на небосхилі однієї з планет цієї системи в один і той же час доби протягом року.
Форма аналеми Сонця визначається місцем спостереження, кутом нахилу осі обертання планети до площини екліптики (для Землі — 23°45') та еліптичністю її орбіти. У північній півкулі Землі найвище розташування Сонця на небосхилі відповідає літньому сонцестоянню, найнижче — зимовому. Точно посередині «вісімки» Сонце буває двічі на рік, у середині квітня та в кінці серпня. Ці дати не збігаються з датами весняного та осіннього рівнодення, а трохи зсунуті через еліптичність земної орбіти.
Внаслідок еліптичності земної орбіти поблизу верхнього екстремуму положення Сонця на небосхилі Північної півкулі розташовані тісніше, а поблизу нижнього — рідше. У південній півкулі — навпаки. Це пов'язано з тим, що Земля проходить перигелій на початку січня. Таким чином, у грудні Земля рухається орбітою швидше, а в червні — повільніше (бо в цей час перебуває неподалік афелію). Оскільки наразі сонцестояння випереджають дні проходжень перигелію й афелію приблизно на два тижні, «вісімка» аналеми дещо асиметрична. Час запізнення прибуття Сонця у певну точку небосхилу в різні дні різний і може досягати 14 хвилин 19 секунд, а час випередження — 16 хвилин 30 секунд. Це призводить до того, що ширина аналеми становить 7,7°.

## Історія

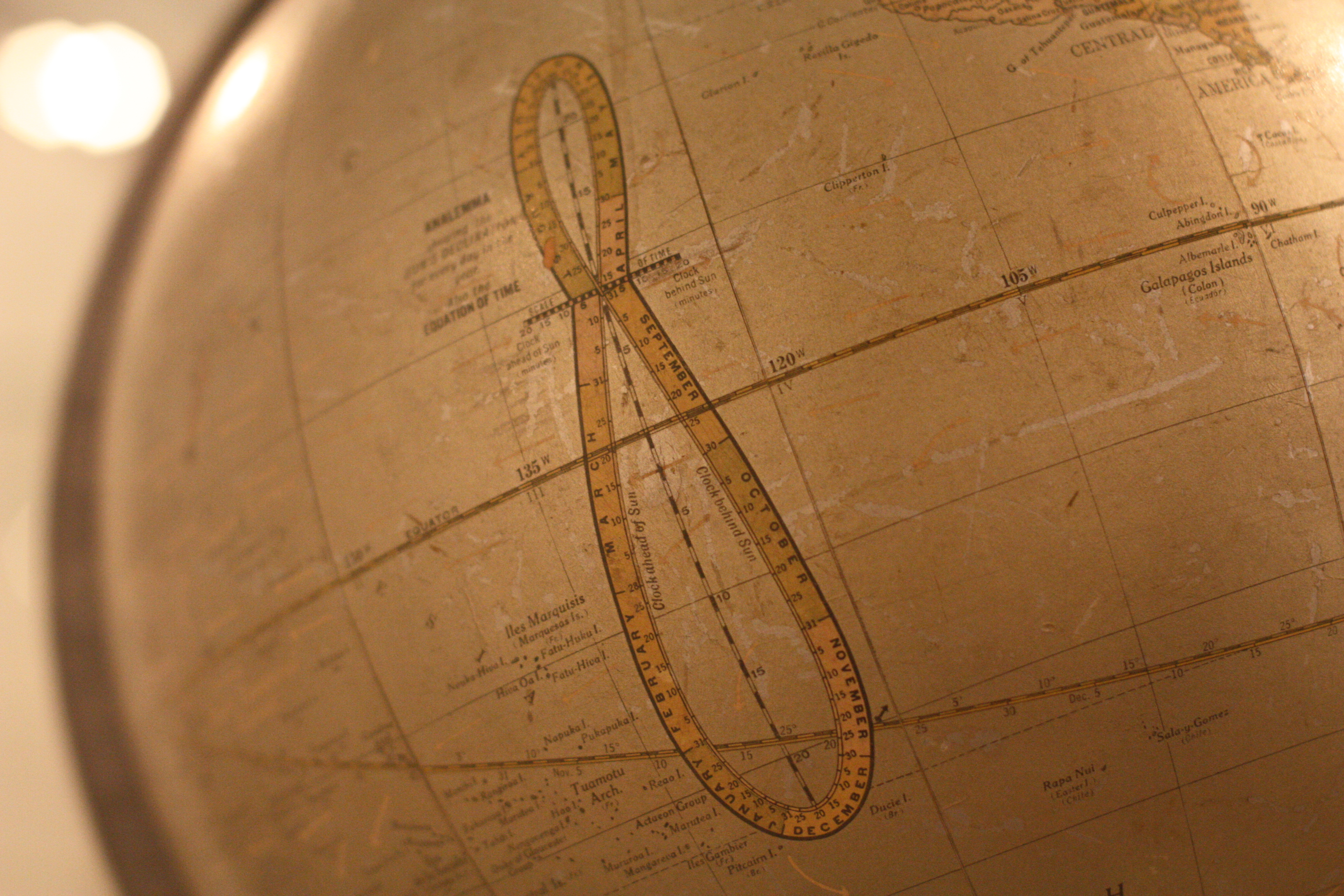
Аналема на старовинному глобусі. Музей глобусів (Globenmuseum), Відень

Зображення аналеми часто трапляється на старовинних глобусах та мапах.
Аналемою також називали особливий вид астролябії і сонячний годинник, на якому позначався зодіак. На такому приладі можна було за допомогою довжини тіні визначати входження Сонця в різні знаки зодіаку й тривалість світлового дня.